# Sebestyén Ede
Sebestyén Ede, születési nevén Schosberger Ede (Nagyatád, 1875. június 7. – Budapest, Terézváros, 1950. február 25.) magyar író, műfordító, újságíró, lapszerkesztő, zenei szakíró, zenetörténész. Sebestyén Károly kritikus, irodalomtörténész testvéröccse.

## Élete
Schosberger Mór kereskedő és Krausz Róza fia. Gyermekkorában családjával Kaposvárra költözött. A századfordulót megelőző években Oroszországban járt tanulmányúton, s ott szerzett tapasztalatairól a Pesti Hírlapban számolt be. 1895-ben az Élet című hetilap munkatársa lett, majd két évvel később az Országos Hírlap szerkesztőségéhez csatlakozott, s a lap 1899-ben történő megszűnéséig ott dolgozott. Ezt követően az Esti Újságnál és a Pesti Újságnál működött. Szerkesztette a Könyv, a Könyvtári Szemle, a Gyermekvédelem Lapja és a hétfői Déli Hírek című lapokat. 1903-ban Bukarestben a nemzetiségi kérdést tanulmányozta, s 1904-ben jelentette meg a Romániai magyarok élete, majd 1905-ben A romániai nemzetiségi politika című munkáját. Romániai tartózkodása alatt számos politikai cikket írt magyar és magyar-osztrák ügyekről az Adevărul román politikai lapnak és tudósítója volt a Budapesti Hírlapnak és a Pesti Hírlapnak is. Társadalompolitikai és nemzetgazdasági cikkei jelentek meg a Pesti Naplóban, az Esti Újságban és a Magyarországban. Szépirodalmi cikkeit a már felsorolt lapokon túl a Somogyi Hírlap, a Magyar Szó, az Uj Idők, a Magyar Geniusz, az Ország-Világ és az Uj Század közölte. Meséket a Kis Lapba, nyelvészeti cikkeket a Magyar Nyelvőrbe írt, s munkatársa volt a Corvina és a Könyvkereskedők Lapja című szaklapoknak is. Feldolgozta és közzétette a budapesti operajátszás 1793 és 1937 közötti történetét, és megírta Liszt Ferenc budapesti hangversenyeinek históriáját is. Nagyjából 300 kisebb-nagyobb zenetörténeti tanulmányt írt különböző napilapokba és A Zene című folyóiratba. Több könyvet is írt, ezek közül A kézcsók és más elbeszélések című 1909-ben, A gyermek egészsége 1913-ban, az Asszonyok galériája pedig 1923-ban jelent meg. Műfordítással is foglalkozott, s magyar nyelvre ültette át többek között Danyilevszkij Családi krónika című regényét, Potapenko, Csehov és más orosz írók elbeszéléseit. Fordított románból, németből és franciából is.
Felesége Ecker Terézia volt, akivel 1909. december 28-án Budapesten, a Józsefvárosban kötött házasságot, ám 5 évvel később elváltak.

## Főbb művei
- El Párisba! Budapest, 1899. (Útmutató a párizsi világkiállításra.)
- A romániai magyarok élete: a romániai magyarok történetéből (Budapest, 1904)
- A román nemzetiségi politika (Budapest, 1905)
- Az Astra nevű oláh közművelődési egyesület ismertetése. Budapest, 1905. (Különnyomat a Magyar Szövetség Értesítőjéből.)
- A kézcsók és más elbeszélések (Budapest, 1909)
- A gyermek egészsége (1913)
- Asszonyok galériája (1923)
- Budapest zenei múltjából. 1., Magyar operajátszás Budapesten: 1793-1937 (Budapest, 1937)
- Budapest nagy hangversenyei a XIX. század első felében (Budapest, 1941)
- Mozart és Magyarország (Budapest, 1941)